# Felmingham
Felmingham is een civil parish in het bestuurlijke gebied North Norfolk, in het Engelse graafschap Norfolk met 561 inwoners.